# Каллиано (провинция Асти)
Каллиано (итал. Calliano) — коммуна в Италии, располагается в регионе Пьемонт, в провинции Асти.
Население составляет 1405 человек (2008 г.), плотность населения составляет 81 чел./км². Занимает площадь 17 км². Почтовый индекс — 14031. Телефонный код — 0141.
Покровительницей коммуны почитается Пресвятая Богородица (SS.mo Nome di Maria), празднование в третий конец недели октября. 

## Демография
Динамика населения:

## Города-побратимы
- Каллиано, Италия
- Кальян, Франция

## Администрация коммуны
- Официальный сайт: